# Skalice (Tábori járás)
Skalice település Csehországban, a Tábori járásban. Skalice Košice, Roudná, Klenovice, Želeč, Ústrašice, Soběslav, Hlavatce és Planá nad Lužnicí településekkel határos. Lakosainak száma 516 fő (2024. január 1.).

## Népesség
A település lakosságának változását az alábbi diagram mutatja:
| Lakosok száma | 654  | 697  | 709  | 561  | 456  | 448  | 473  | 482  | 516  | 516  |
|               | 1869 | 1890 | 1921 | 1950 | 1980 | 2001 | 2017 | 2019 | 2022 | 2024 |